# Mistrzostwa Świata w Gimnastyce Artystycznej 1997
21. Mistrzostwa Świata w Gimnastyce Artystycznej odbyły się w dniach od 23 do 26 października 1997 roku w Berlinie. Złote medale wywalczyły zawodniczki z Rosji i Ukrainy. Polska nie była reprezentowana przez żadne gimnastyczki.

## Tabela medalowa
| Miejsce | Państwo  | Złoto | Srebro | Brąz | Razem |
| ------- | -------- | ----- | ------ | ---- | ----- |
| 1       | Ukraina  | 4     | 1      | 2    | 7     |
| 2       | Rosja    | 3     | 3      | 3    | 9     |
| 3       | Białoruś | 0     | 1      | 0    | 1     |
| 4       | Francja  | 0     | 0      | 2    | 2     |

## Medalistki
| Konkurencja:              | Złoto:                              | Srebro:             | Brąz:                              |
| Układy indywidualne       |                                     |                     |                                    |
| wielobój indywidualny     | Olena Witryczenko                   | Natalja Lipkowskaja | Janina Batyrczyna                  |
| ćwiczenia ze skakanką     | Janina Batyrczyna Olena Witryczenko |                     | Natalja Lipkowskaja                |
| ćwiczenia z obręczą       | Natalja Lipkowskaja                 | Olena Witryczenko   | Eva Serrano                        |
| ćwiczenia z maczugami     | Olena Witryczenko                   | Janina Batyrczyna   | Natalja Lipkowskaja Tatiana Popowa |
| ćwiczenia ze wstążką      | Olena Witryczenko                   | Natalja Lipkowskaja | Eva Serrano                        |
| Drużynowe układy zbiorowe |                                     |                     |                                    |
| wielobój                  | Rosja                               | Białoruś            | Ukraina                            |